# El Porvenir, Trancoso
El Porvenir är en ort i Mexiko.   Den ligger i kommunen Trancoso och delstaten Zacatecas, i den centrala delen av landet, 500 km nordväst om huvudstaden Mexico City. El Porvenir ligger 2 080 meter över havet och antalet invånare är 799.
Terrängen runt El Porvenir är huvudsakligen platt, men åt sydost är den kuperad. Runt El Porvenir är det ganska glesbefolkat, med 47 invånare per kvadratkilometer. Närmaste större samhälle är Salitral de Carrera, 15,5 km öster om El Porvenir. Omgivningarna runt El Porvenir är i huvudsak ett öppet busklandskap.